# 1958 في السودان
فيما يلي الأحداث التي وقعت خلال عام 1958 في السودان.

## سياسة
- 17 نوفمبر، انقلاب اللواء إبراهيم عبود وهو يعتبر أول انقلاب عسكري ناجح في تاريخ السودان.[1]

- تكون من مجلسي الشيوخ (50 عضوا) و النواب (172 عضوا) عن طريق الانتخاب الحر المباشر، ترأسه الدكتور أمين السيد. انعقد لدورتين ومن ثم تم حل المجلسين
- في فبراير أُجريت الانتخابات البرلمانية الثانية و تشكلت بموجبها حكومة ائتلافية بين حزبي الأمة و الوطني الاتحادي برئاسة عبدالله خليل. [2]

## نزاع
- المرة الأولى التي أثير فيها النزاع الحدودي بين مصر والسودان حول حلايب.[3]

## ميلاد
- فيصل محمد صالح وزير الاعلام السوداني، وُلد بمدينة الحصاحيصا بوسط السودان.[4]